# Thirty-Three
"Thirty-Three" és una cançó del grup nord-americà de rock alternatiu The Smashing Pumpkins, escrita pel seu líder Billy Corgan. Va ser el cinquè i últim senzill del seu tercer àlbum, Mellon Collie and the Infinite Sadness. Va ser també el primer senzill després de l'expulsió de Jimmy Chamberlin de la banda, i de la mort per sobredosis del seu teclista durant la gira de presentació del disc, Jonathan Melvoin. La cançó va assolir el número 39 a la Billboard Hot 100 dels Estats Units, el número set a Nova Zelanda i va entrar al top 30 a Canadà i el Regne Unit.

## Publicació del senzill
El pla de llançar la cançó com a últim senzill va ser un punt de desacord intern entre la banda i la discogràfica. Algunes fonts afirmen que "Muzzle" havia de ser l'últim senzill, com ho demostra el fet que es va publicar un senzill promocional d'aquesta cançó per a les emissores de radio de tot el món.

## Vídeo musical
El vídeoclip per "Thirty-Three", dirigit per Billy Corgan i per la que llavors era la seva parella sentimental, Yelena Yemchuk, és una sèrie d'imatges rodades en stop-motion que finalitzen en una reedició de la coberta del Mellon Collie. Jimmy Chamberlin ja no hi aparèix, després de la seva expulsió de la banda.
Com que els vídeos del grup eviten tan sovint la interpretació literal de les lletres, el vídeo de "Thirty-Three" es va crear amb imatges estretament relacionades amb les paraules de la cançó, com una sortida estilística intencionada.

## Cares-b
La cara-b "The Last Song" presenta un solo de guitarra interpretat pel pare de Corgan, Billy Corgan, Sr. Va actuar només una vegada en directe, al darrer show dels Pumpkins al Cabaret Metro de Chicago.
La cara-b "My Blue Heaven" es una cançó escrita el 1927 per George A. Whiting i Walter Donaldson i el piano és tocat per Keith Brown.
Adam Schlesinger de Fountains of Wayne i d'Ivy va contribuir tocant el piano a la cara-b "The Bells".

## Llista de cançons
- Senzill de promoció en CD (Estats Units i Regne Unit)

1. "Thirty-Three" - 4:09

- Senzill en maxi-CD (Estats Units i Regne Unit)

1. "Thirty-Three" - 4:09
2. "The Last Song" - 3:55
3. "The Aeroplane Flies High (Turns Left, Looks Right)" - 8:31
4. "Transformer" - 3:25

- Senzill en CD (Regne Unit CD2)

1. "Thirty-Three" - 4:09
2. "The Bells" - 2:17
3. "My Blue Heaven" - 3:20

- Senzill en CD al box set "Aeroplane Flies High" i senzill de promoció en CD al Japó

1. "Thirty-Three" - 4:09
2. "The Last Song" - 3:55
3. "The Aeroplane Flies High (Turns Left, Looks Right)" - 8:31
4. "Transformer" - 3:25
5. "The Bells" - 2:17
6. "My Blue Heaven" - 3:20